# Miguel Fematt
Miguel Fematt, mexicano, profesor de fotografía de la Facultad de Artes de la Universidad Veracruzana, en Xalapa, desde 1978 y miembro desde 1998 del Club Internacional de Organizadores de Festivales de Fotografía.
En 1974 inicia sus estudios de Artes Visuales en la Academia de Artes de San Carlos de la UNAM, en México DF. A partir de ese año comienza una serie de exposiciones individuales y colectivas, tanto en México como en el extranjero. Ha realizado más de 40 exposiciones individuales y 100 colectivas, la mayoría en la República mexicana y otras en Bogotá (Colombia), Santiago de Cuba (Cuba), Buenos Aires (Argentina), Tenerife (España), Houston, San Antonio y Nueva York (EUA).
Ha jurado exposiciones de fotografía mexicana para distintos eventos, entre ellos, Fotofest 98 (Houston, Texas) y Fotonoviembre 2001 (Tenerife, España).
Sus textos e imágenes han sido publicadas en varios libros: Soma, Luz sobre Eros, Dialo-grafos con Miguel Fematt, Coincidencia y diversidad, f8x1, 160 años de la Fotografía en México 2005, así como en diversas revistas especializadas y suplementos culturales del país y del extranjero.
Su obra aparece en los CD interactivos Fotógrafos de Fin de Milenio vol. 4- fotógrafos internacionales (editado por Diagrama Foto y la Junta de Andalucía, España); México - Cuba 25 años (editado por Lente x Lente en México DF) y en Ciencias, Artes y Humanidades en Internet (editado por la Universidad Veracruzana desde 2005).
Es integrante de una comisión en el Consejo de Cultura del Instituto Veracruzano de la Cultura desde 1978 y hasta la fecha es catedrático de fotografía en la Facultad de Artes Plásticas de la Universidad Veracruzana.
En 1984 crea en Xalapa, junto a otros fotógrafos, el Grupo Fotoapertura, que integra el Movimiento de Fotografía Independiente (MOFI).

## Exposiciones, Eventos y Festivales
- En 1989 organiza los "150 Aniversario de la fotografía".
- Entre 1990-2000 organiza en el mes de junio: "Mes de la Fotografía en Xalapa I al IX".
- En 1995 participa en "Crónicas Fotográficas: Primer Foro México-EEUU".
- En 1996 participa en el V Coloquio Latinoamericano de Fotografía (México D. F.)
- Entre 1996, 1998-2000 ha sido invitado a realizar "revisión de portafolios" a Fotofest 7, 8 y 9 en Houston, EUA.
- En 2000 participa en "XI Encuentros Abiertos de Fotografía" (Buenos Aires, Argentina).
- Entre los años 1994, 1995 a 1997, participa como ponente en los Coloquios Universitarios organizados por la UAM Azcapotzalco.
- En 1997 participa como jurado en la 8ª Bienal de Fotografía (México).
- En 1998 participa como jurado en el 4º Salón de Fotografía de Guadalajara y como Curador de la exposición Fotofest 98 "Mirando a los 90's: Cuatro Visiones de la Fotografía Mexicana Contemporánea" (Houston, San Antonio y Nueva York, EUA).
- En 2000 participa como expositor de "Fotografía Histórica y Contemporánea de Veracruz" para el evento internacional Tajín-2000.
- En el 2000 participa en el Festival Internacional de Fotografía Clarines (Venezuela) y en el III Encuentro de Fotografía Periodística y Documental (Tijuana B. C., México).
- En 2001 organiza la exposición fotográfica Fotonoviembre; muestras de Tenerife (Tenerife, España).
- En 2004 participa como jurado en la Bienal de Fotografía de Sonora.
- En 2005 participa como jurado en la Bienal de Fotografía de Nuevo León.
- En 2006 participa en la exposición colectiva de “Arte Erótico” en la Galería Curiel de Xalapa (México) junto con los artistas: Carlos Cano Jiménez, Marco Veneroso, Thomas Strobel, Cuauhtémoc García, Kari Torres, Mara Cárdenas - Lunara, Patricia Blanco, René Torres, H. Xavier Solano, Mateo Torre, Arturo García, Nicolás Guzmán, Yaen Tijerina, Irais Esparza, Yan Quirarte, Alberto Orozco, Fernando Contreras, Hugo Curiel.
- En 2007 participa, junto a Carlos Cano Jiménez, en la exposición fotográfica: “Esencia y Representación. Fotografías de lo Jarocho”, en la Galería Veracruzana del World Trade Center Veracruz.